# Cratiria amphorea
Cratiria amphorea är en lavart som först beskrevs av John Wiegand Eckfeldt och som fick sitt nu gällande namn av Bernhard Marbach 2000. 
Cratiria amphorea ingår i släktet Cratiria och familjen Caliciaceae. Inga underarter finns listade i Catalogue of Life.